# Malbec

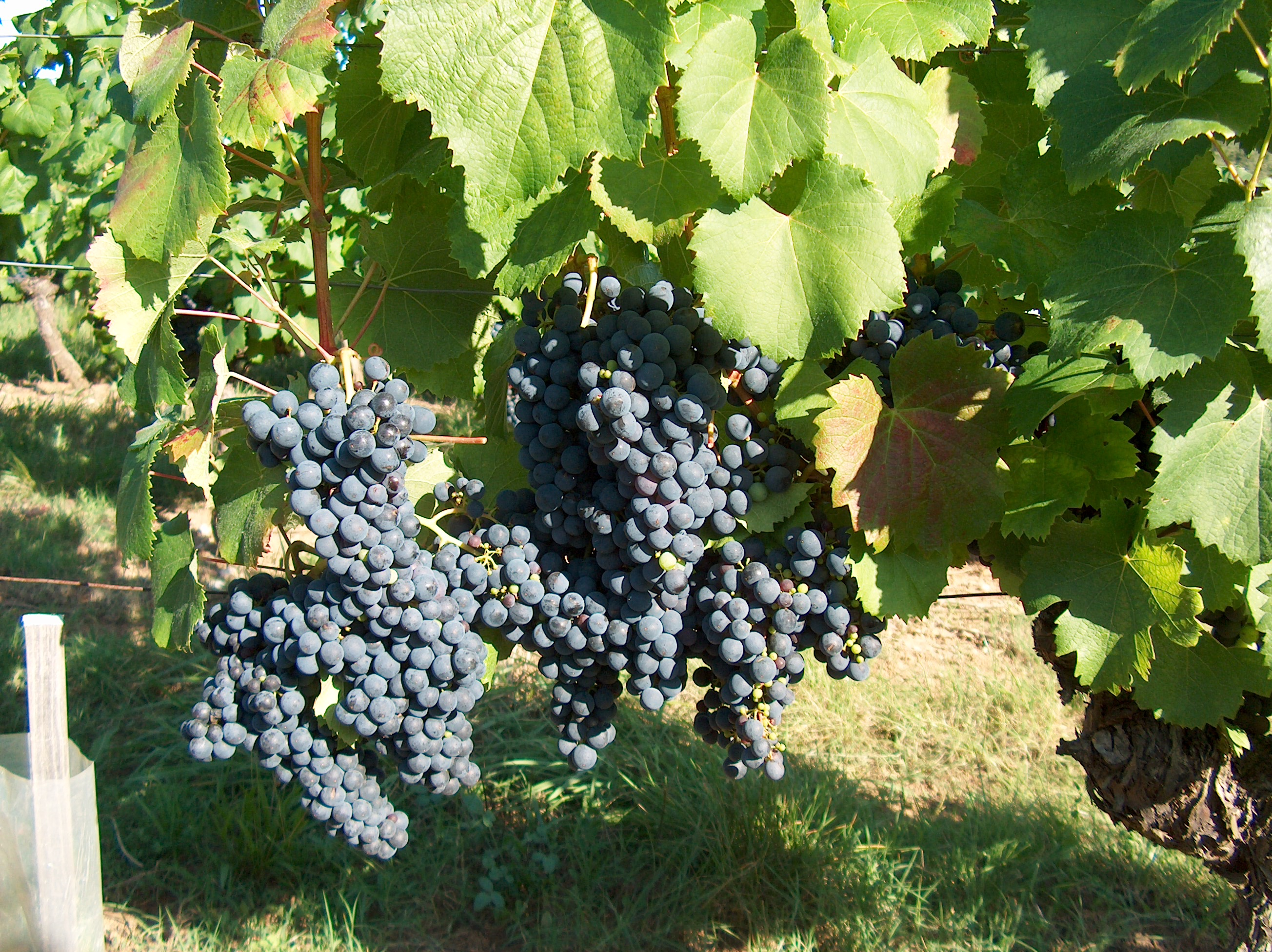
Keř odrůdy Malbec, Cahors, Francie

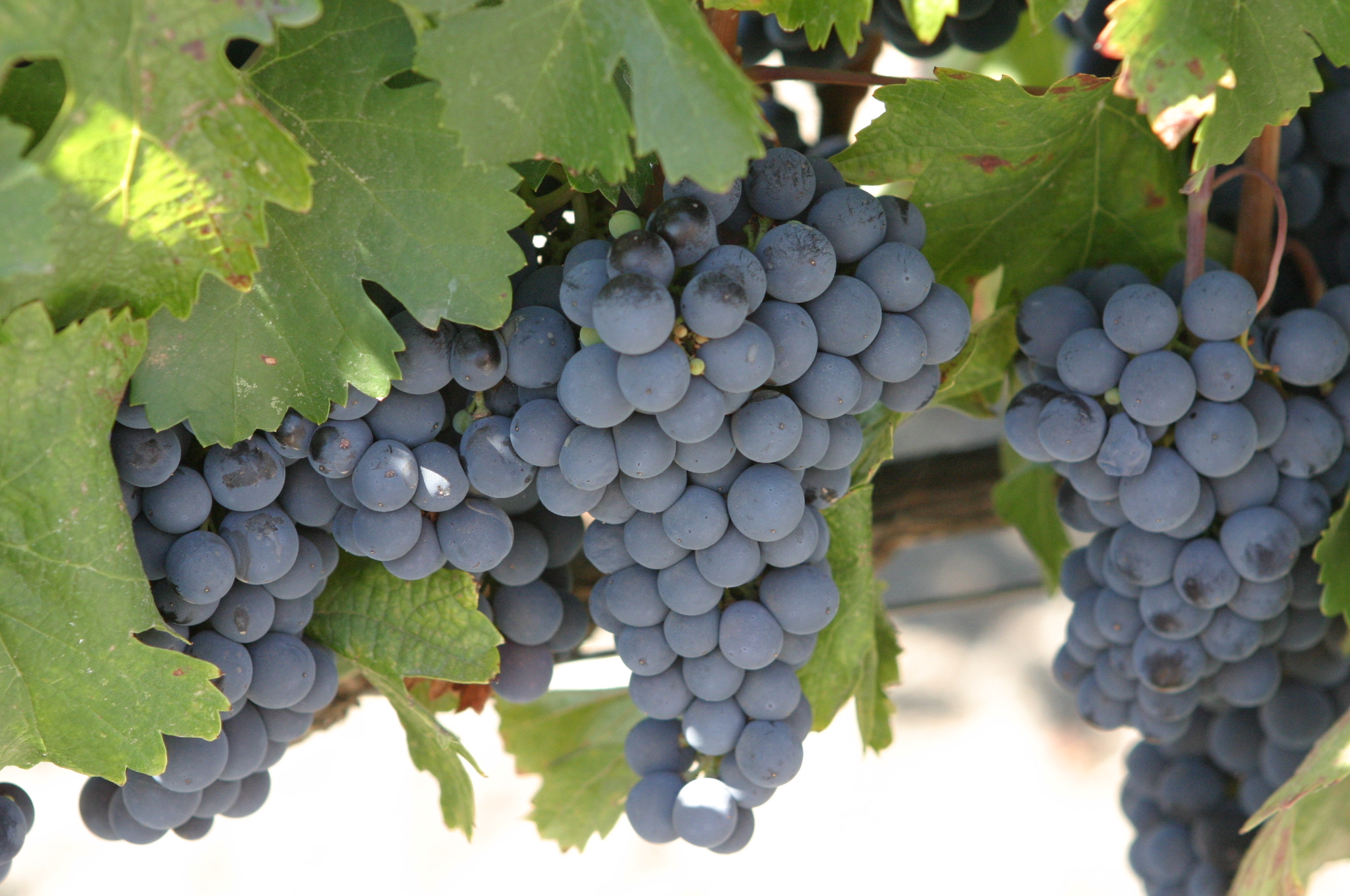
Hrozny odrůdy Malbec, Robert Mondavi Winery, Rutherford, Napa Valley, Kalifornie

Malbec (název dle katalogu VIVC Côt, je starobylá, středně pozdní až pozdní moštová odrůda révy vinné (Vitis vinifera), používaná k výrobě červených vín. Pochází z Francie, patrně z údolí Loiry či z oblasti Cahors, kde vznikla spontánním křížením odrůd Magdeleine Noire des Charentes a Prunelard. 
Magdeleine Noire des Charentes je starobylá odrůda, poprvé popsaná roku 1847 P. Raguenaudem, o které se až do roku 1996 soudilo, že z vinic dávno vymizela. Při zakládání nové vinice v Bretani, v blízkosti kláštera Saint-Suliac, na pahorku Mont Garrot, upřeli ampelografové pozornost na keř, rostoucí na planině, kde se před více než 200 lety nacházela vinice. Keř byl považován za divoce rostoucí révu Vitis vinifera ssp. sylvestris. Analýza DNA však prokázala, že se jedná o doposud neznámou odrůdu původu Vitis vinifera. V letech 2004–2008 byly v regionu Charentés objeveny další 4 keře révy stejné odrůdy, která zde byla nazývána Madeleine (název je odvozen od svátku svaté Magdalény, 22. července, kdy se bobule v hroznech začínají barvit) a pro zamezení možné záměny s odrůdami stejného jména byla nazvána Magdeleine Noire des Charentes (tento název je používán od 6. června 2008). Je mimo jiné i rodičovskou odrůdou odr. Merlot a Abouriou.
Prunelard je francouzská, středně pozdní moštová odrůda původu Vitis vinifera, pocházející z regionu Sud-Ouest, z departementu Tarn a pěstovaná je též v okolí města Gaillac, ve Francii roku 2006 celkově na 7 ha. Odrůdu poprvé popsal Olivier de Serres již v 16. století. Dnes není Prunelard součástí cuvée vín žádné AOC, vyrábí se pouze cuvée vín kategorie Vin de Pays, ale od r. 2004 existuje iniciativa, usilující o zařazení této odrůdy k těm, které jsou připuštěné k pěstování v AOC Gaillac. V minulosti byl Prunelard často zaměňován právě s odrůdou Malbec, až studie DNA v roce 2009 odhalila, že je rodičovskou odrůdou. Prunelard dává kvalitní vína, ale je to odrůda, značně citlivá vůči houbovým chorobám.

## Popis

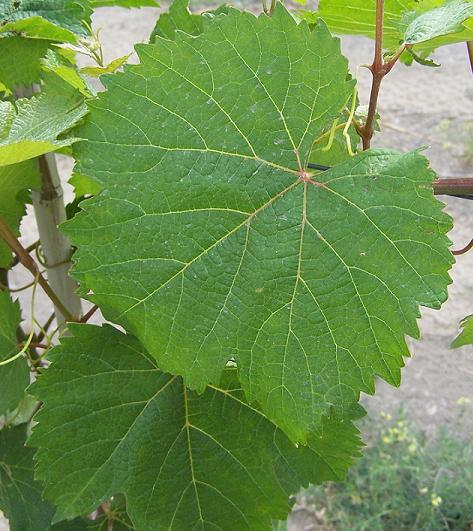
List odrůdy Malbec, Hedges Vineyard, Benton City, Washington, Red Mountain AVA, USA

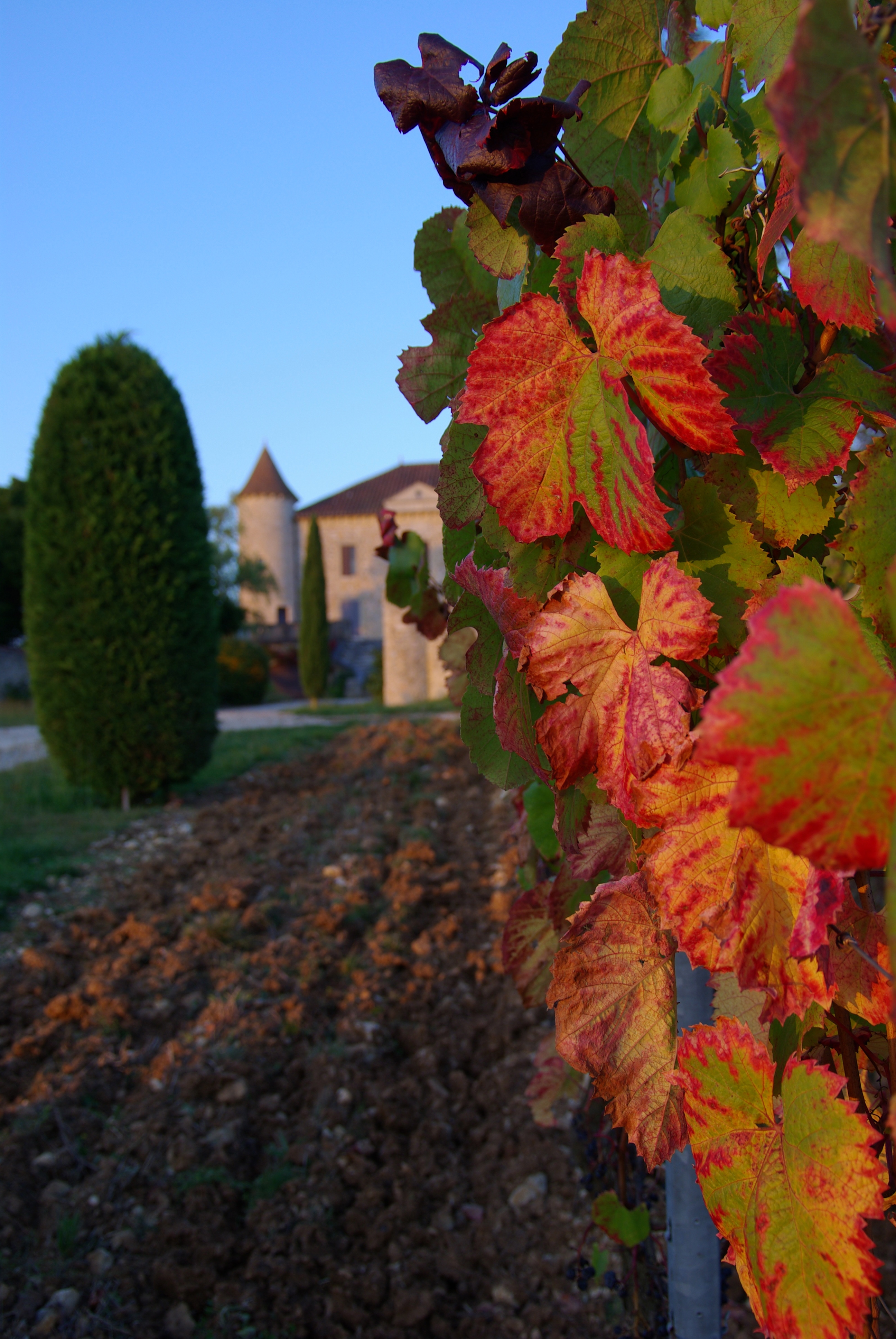
Keř odrůdy Malbec na podzim, Château de Chambert, Cahors, Francie

Réva vinná (Vitis vinifera) odrůda Malbec je jednodomá dřevitá pnoucí liána, dorůstající v kultuře až několika metrů. Kmen tloušťky až několik centimetrů je pokryt světlou borkou, která se loupe v pruzích. Úponky révy jsou středně dlouhé, umožňují této rostlině pnout se po pevných předmětech. Růst je středně bujný až bujný se vzpřímenými až polovzpřímenými letorosty. Vrcholky letorostů jsou otevřené, velmi silně bíle vlnatě ochmýřené, slabě pigmentované antokyaniny, s jemným karmínovým nádechem, s růžovými okraji. Internodia jsou kratší, tak jako nodia zelená s červenými pruhy, bez ochmýření, pupeny jsou slabě pigmentované antokyaniny. Mladé listy jsou zpočátku silně bíle vlnatě ochmýřené a pokryté bronzovými skvrnkami antokyaninového barviva, později na nich zůstane pouze jemné ochmýření. Jednoleté réví je eliptického průřezu, rýhované, žlutavě až červenavě hnědé.
Dospělé listy jsou středně velké, zvlněné, okrouhlé, širší, než delší, nečleněné, tří- až pětilaločnaté s mělkými až středně hlubokými výkroji, které jsou otevřené, většinou s oblým dnem, čepel listu je tmavě zelená, jen mírně puchýřnatá a měkká na dotek, rub listu je pouze slabě ochmýřený, okraj listu je pilovitě, ostře zoubkovaný, zoubkování je ale ve srovnání s jinými odrůdami poměrně subtilní. Řapíkový výkroj je široce otevřený, klínovitý až lyrovitý se zaostřeným dnem, řapík listu je kratší, než medián listu. Žilnatina v oblasti napojení řapíku je průměrně pigmentovaná antokyaniny, narůžovělá.
Oboupohlavní pětičetné květy v hroznovitých květenstvích jsou žlutozelené, samosprašné. Plodem jsou středně velké, kulaté, modročerné, silně ojíněné bobule se středně silnou, poměrně pevnou, průměrně ojíněnou slupkou, dužina je nezbarvená, řídká, příjemně sladké chuti. Stopečky bobulí jsou krátké, obtížně oddělitelné. Argentinské klony se od francouzských většinou odlišují malými bobulemi v kompaktnějších, ale menších hroznech. Hrozny jsou středně velké, většinou pyramidální, víceméně kompaktní až řidší, s křidélky, s krátkou, průměrně lignifikovanou stopkou.

## Původ
Malbec je starobylá odrůda révy vinné (Vitis vinifera), která vznikla spontánním křížením odrůd Magdeleine Noire des Charentes a Prunelard. Pochází z Francie, patrně z údolí řeky Loiry, kde je dodnes pěstována, nebo, podle ampelografa Pierre Galeta, z bývalé provincie Quercy a z vinohradů oblasti Cahors, odkud ji v 16. století král François I. importoval do oblasti Champagne a na břehy řeky Seiny. Tato teorie byla podpořena roku 1921, kdy se zde našly 300 let staré keře odrůdy Malbec.

## Rozšíření
Tradiční oblastí pěstování odrůdy Malbec je samozřejmě Francie, kde byla roku 2011 v počtu 16 klonů vysazena na 6136 hektarech vinic, především v regionech Bordeaux a Sud-Ouest. Tvoří zde například součást vín AOC Bordeaux, Médoc, Graves, Saint Emilion, Pomerol, Côtes de Bordeaux, Fronsac, Sainte Foix, Bourgeais, Bergerac, Pécharmant, Côtes de Duras, Buzet, Cahors, Fronton-Villaudric, Touraine, Rosé d'Anjou, Valençay, Malepère, Cabardès, Marcillac, …
Nejrozsáhlejší vinice s odrůdou Malbec najdeme dnes ovšem v Argentině, zvláště v provinciích Mendoza a Río Negro. Odrůdu zde poprvé vysadil zemědělský inženýr Michel Pouget roku 1868, dnes ji najdeme na ploše 24.000 ha, vinohrady se nacházejí až do nadmořské výšky 1500 m. Odrůdová vína z oblasti Mendoza jsou pověstná a vlastně tuto původem francouzskou odrůdu proslavila po celém světě.
Po celém světě je odrůda vysazena odhadem na 34 000 hektarech vinic, z toho 71,5 % se nachází v Argentině, 19,5 % ve Francii, 9 % na zbytek světa. V Chile byla odrůda roku 2007 vysazena na 1027 ha, v USA na 2830 ha, převážně v Kalifornii (Napa Valley, Sonoma Valley), dále ji najdeme například v Jižní Austrálii (Barossa Valley), v Brazílii, ve Španělsku (Ribera del Duero), v Itálii (Toskánsko).
Ve Francii stavy odrůdy mírně, ale setrvale klesají, protože má nepravidelné výnosy a je náročná na pěstování, nejlepší výsledky zde přináší Malbec na jihu, v okolí města Cahors. Zato ve vinicích nového světa, kam byl v 19. stol. přivezen, zažívá impozantní návrat, zvláště suché a teplé podmínky argentinské Mendoza mu vyhovují.
Ve Státní odrůdové knize České republiky není odrůda zapsána, není uvedena ani mezi odrůdami, ze kterých je dovoleno vyrábět zemská vína. V České republice se v podstatě nepěstuje, najdeme ji zde pouze výjimečně, například na vinici starých odrůd firmy Znovín Znojmo, která vznikla v Šatově.

## Název
Francouzský ampelograf Pierre Galet tvrdí, že původní název odrůdy byl Côt (tento název je oficiálním názvem odrůdy nejen ve Francii, ale též například v mezinárodním katalogu odrůd VIVC Geilweilerhof) a že pravděpodobně vznikl v severním Burgundsku, ale blíže tento název (v překladu mj. lůžko, dětská postýlka) nevysvětluje.
Populární, i u nás rozšířená, ale nepotvrzená teorie tvrdí, že Malbec nese jméno maďarského rolníka, který měl odrůdu šířit po celé Francii. Jakýsi Malbeck skutečně v 18. století založil vinohrad v obci Sainte-Eulalie a odrůdu natolik „protežoval“, že se zasloužil o její název nejprve v části regionu Bordeaux a později vlastně na celém světě. V různých částech regionu Bordeaux nese či nesla ostatně odrůda často jména osob, které se zasloužily o její rozšíření v dané lokalitě. Tak například lékař Lutkens založil v obci Camblanes v 18. století vinohrad, od toho jsou odvozeny místní názvy Lutkens či Luckens. V subregionu Saint-Émilion je odrůda známá pod názvem Pressac.
Další, lokálně používaná synonyma odrůdy Malbec jsou : Мальбек, Кот, Кагор, Нуар де Пресак, Медок Нуар, Оксеруа (vše Rusko), Agreste, Ausseres, Auxerrais, Auxerrois (mylně, Sud-Ouest, Cahors), A. De Laquenexy, A. Des Moines De Picpus, A. Du Mans, Balouzat, Beran (Francie), Beraou, Berau, Besparo, Blanc De Kienzheim, Bordelais Noir, Bouchales, Bouguignon Noir, Bouyssalet, Cahors, Calarin, Calavu, Caours, Cauli, Chalosse Petite Noire, Chors, Claverie Noire, Coly, Costa Ro(s)sa, Costo Roujo, Côt (Haut Pays, Loire), C. a Queue Verte, C. de Bordeaux, C. de Pays, C. de Touraine, C. Malbec, C. Noir (Cahors), C. Rouge, Cotes Rouges, Couisse, Cruchinet, Doux Noir, D. Same, Estrangey, Étaulier, Étranger, Fin Auxerrois, Franc Moreau, Gourdaux, Gourdoux, Grappe Rouge, Grelot De Tours, Grifforin, Gros Noir, G. Pied Rouge, Grosse Merille, Guillan, Hourcat, Jacobain, Jacobin, Kot (Bulharsko), Le Cot, Lou Salbaire, Luckens, Lutkens, Magret, Malbech (Itálie), Malbeck (Bordeaux, Bulharsko), Malbek (Bulharsko, Rusko, Itálie), Malbett a Queue Rouge, Margrot, Medoc Noir, M. Monrame, Mourame, Mouranne, Moustère, Navarien, Nègre de Prechac, N. Doux, Negrera, Noir De Chartres, N. De Pressac, N. Doux, Nyar De Presak, Oeil de Perdrix, Parde, Peperdy, Perigord, Pied De Perdrix, P. Doux, P. Noir, P. Rouge, P. Rouget, Piperdy, Plant D'Arles, P. De Meraou, P. du Lot, P. Du Roi, P. Houdée, Préchat, Pressac (Bordeaux, Gironde), Prunieral, Quercy, Queue Rouge, Quille De Coq, Quillot, Romieu, Soumansigne, Teinturier, Teinturin, Terranis, Tinturin, Vesparo, Vesparol.

## Příbuzné odrůdy
Rozsáhlá francouzská ampelografická studie z roku 2007 ukázala, že je odrůda Malbec geneticky úzce spjata se skupinou odrůd Baroque, Manseng Noir, Claverie a Tannat.

## Možné záměny
Malbec Argenté je synonymum odrůdy Abouriou.
Dále existuje mnoho odrůd, majících v synonymice název Côt (názvy Cote, Cotes s odrůdou Malbec nijak nesouvisí) : Pineau d'Aunis (Côt a Bourgeons Blancs, Côt à Queue Rouge), Canari Noir (Côt à Queue Rouge, Côt Vert du Saumurois), Côt Rouge Bidault (Côt à Queue Rouge Fertile), Mancin (Côt à Queue Verte, Côt Vert), Côt de Cheragas (Côt Cheraga, alžírská moštová odrůda), Valdiguie (Côt de Cheragas), Corbeau Noir (Côt Merille, Côt Rouge Merille). Côt Précoce de Tours (Plant Houdee, Malbec Précoce ??) je odrůda, vyšlechtěná ve Francii šlechtitelem jménem Houdee.

## Pěstování
Réví dobře vyzrává. Odrůda raší raně až středně pozdně, proto je citlivá na pozdní jarní mrazíky. Plodnost odrůdy je střední až vyšší, ale výnosy jsou velmi nepravidelné, kolísají v rozsahu 4–16 t/ha, Malbec je totiž poměrně citlivá odrůda, kterou není zrovna jednoduché pěstovat. To vedlo například v polovině 20. století pro velké škody na vinicích až k ústupu pěstování odrůdy ve Francii. Zimní mrazy poškozují réví zvláště v prvních letech po výsadbě. Odrůda je též citlivá na sprchávání (klonální selekce tuto vadu zmírňuje). Bobule mohou někdy v době dozrávání praskat, což může způsobovat hnilobu hroznů. Vyhovují méně bujně rostoucí podnože.

### Fenologie
Vegetační cyklus odrůdy trvá 141–156 dní při sumě aktivních teplot (SAT) 2800–3050 °C. Raší raně až středně pozdně, 4 dny po Chasselas, hrozny zrají dříve, než hrozny odrůdy Cabernet Sauvignon, asi 18 dní po Chasselas.

### Choroby a škůdci
Odrůda je středně odolná proti napadení padlím révovým (Uncinula necator), ale velmi náchylná k plísni révové (Plasmopara viticola), plísni šedé (Botrytis cinerea), k eutypóze a též k hnilobě hroznů.

### Poloha a půdy
Odrůdě nevyhovují vlhké a větrné polohy, preferuje suché a teplé klima, kde mohou bobule lépe vyzrát a snížit tak jinak vysoký obsah taninů. Proto nejlepších výsledků dosahuje v argentinské oblasti Mendoza. Na půdy neklade příliš vysoké nároky.

## Víno

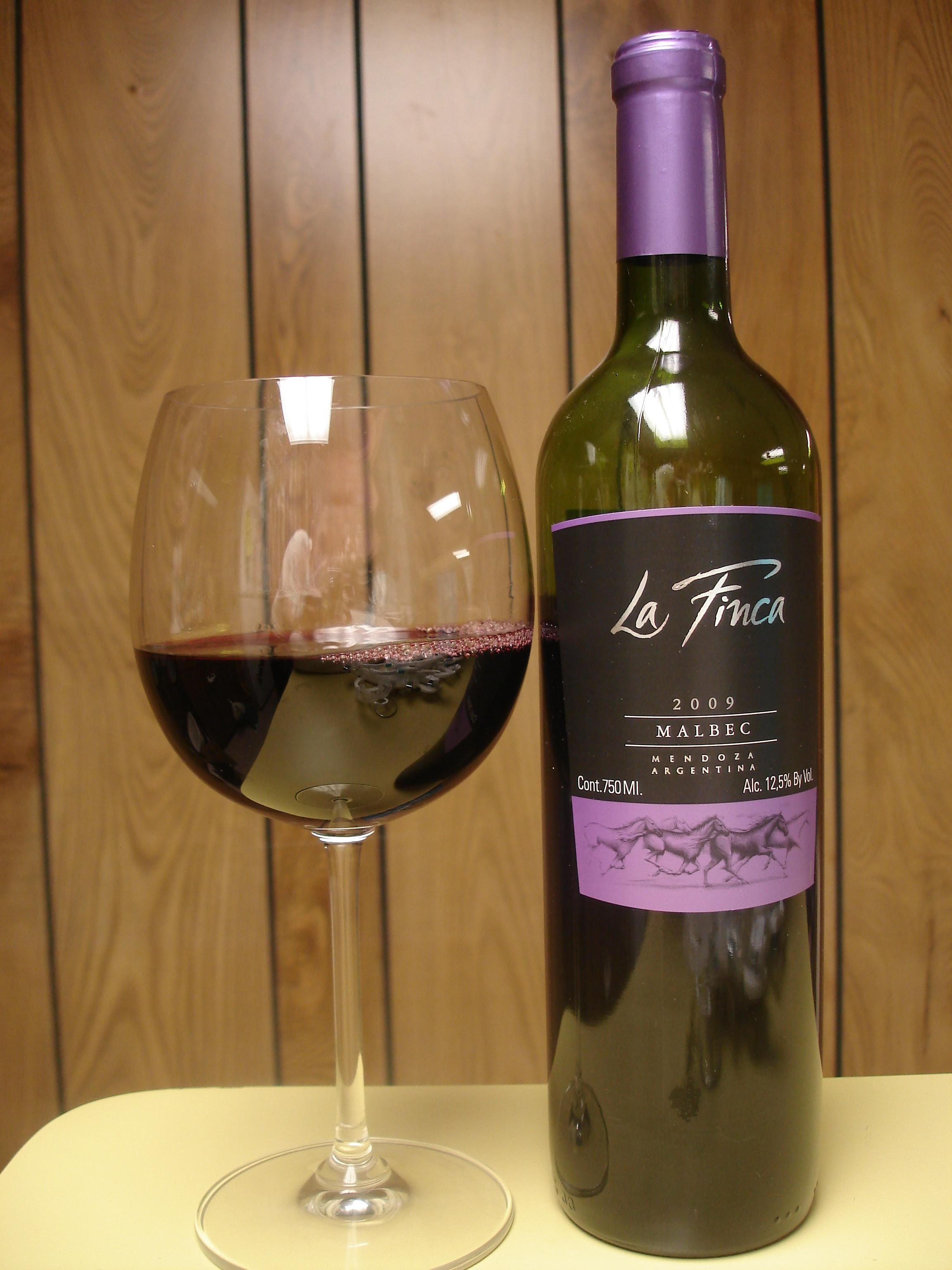
La Finca Malbec, Mendoza, Argentina

V nevhodných lokalitách nedosáhnou hrozny dostatečné fenolové zralosti, vína z takových hroznů mohou být taninově trpká až nahořklá, v aroma se objevují herbální, bylinné tóny.
Odrůdová vína z vyzrálých hroznů jsou jemná, ale výrazná, bohatá na třísloviny, se vzrušující vůní slív, tabáku a fialek. Typické víno má temně červenou barvu s purpurovým nádechem a ovocný buket, připomínající černý rybíz, moruše, maliny, třešně, švestky, povidla, ale i lesní ovoce, fialky, vavřín, jasmín, hořkou čokoládu. Najdeme v něm i kořenité a zemité tóny cedrového dřeva, zelené papriky, ale i kůže. V chuti jsou opět ovocité a kořenité tóny.
Ve Francii jsou vína často mísena do cuvée, například v oblasti Cahors s odrůdami Merlot či Cabernet Sauvignon, na Loiře s Gamay a Cabernet Franc, dříve bývalo víno také pravidelně přidáváno v množství 3–8 % do směsek z Bordeaux. V Argentině jsou vína scelována též s odrůdou Tannat.
Odrůdové víno je velmi vhodné k archivaci, což může být někdy i nevýhodou, mladší vína jsou plná tvrdších tříslovin, které vyžadují vyhlazení zráním. Tradičně vyráběné argentinské víno zraje až 10 let ve sklepě. Nazráváním se vína stávají tělnatými, kulatými a příjemnými. Výjimečně jsou hrozny odrůdy Malbec používány též k přímé konzumaci.
Jancis Robinson popisuje vína francouzského stylu následovně : vína z Libournais (region Bordeaux) jsou rustikální verzí Merlotu, s jemnějšími taniny a nižší aciditou, s aroma ostružin. Vína z Cahors mají mnohem vyšší obsah taninů, více fenolových komponentů, co se projevuje i na temnější barvě (Oz Clarke jim připisuje ještě temně fialový odstín a aroma švestek, tabáku, česneku a hroznů). Argentinský Malbec má jemnější, sametovou texturu a zralé taniny, šťavnatý ovocitý projev a v buketu tóny fialek. Ve velmi suchých a teplých regionech Argentiny, Chile a Austrálie může být acidita vín nedostatečná a chuť vín mdlá a fádní. Vína ze státu Washington jsou charakteristická tóny černých plodů a herbálním aroma.

### Stolování
Vína můžete podávat k výraznějším úpravám hovězího masa a specialitám na grilu, stylově působí k argentinskému steaku. Budou se také snoubit se sýry s modrou plísní.

### Multimédia
- Ing. Radek Sotolář : Multimediální atlas podnožových, moštových a stolních odrůd révy, Mendelova zemědělská a lesnická universita Brno, zahradnická fakulta v Lednici
- Martin Šimek : Encyklopédie všemožnejch odrůd révy vinné z celýho světa s přihlédnutím k těm, co již ouplně vymizely, 2008–2012